# 美國東南部
美國東南部（英語：Southeastern United States）是美國的一個地理區域。包括美國南部的東部地區和美國東部的南部地區。這也是美國人口较为稠密的地區。美國人口普查局并沒有對美國東南部進行正式的定義。
美國地理學家學會定義的美國東南部則包括亞拉巴馬州、佛羅里達州、喬治亞州、肯塔基州、密西西比州、北卡羅萊納州、南卡羅萊納州、田納西州、弗吉尼亞州和西弗吉尼亞州這幾個州份。佛羅里達州是美國東南部人口最多的州份，其次是喬治亞和北卡羅萊納。在過去數十年來，美國東南部的經濟取得巨大的發展。

## 健康問題
美國東南部部分地區由於中風等各種心血管疾病的發病率異常高，又被稱作中風帶，目前尚未確定該區域中風發生率升高的原因，但已發現許多可能的促成因素，包括高血壓、低社會經濟地位、飲食、文化生活方式、較差的醫療品質、吸菸等。

## 外部連結
- Flora Atlas of the Southeastern United States （页面存档备份，存于）  — by the North Carolina Botanical Garden & University of North Carolina Herbarium (NCU).
- Sea Level Changes in the Southeastern United States. Past, Present, and Future — University of South Florida (August 2011)
- Britannica Southeast U.S. - video on YouTube （页面存档备份，存于）

35°00′N 85°18′W / 35.0°N 85.3°W